# ألكسندريا ميلس
ألكسندريا نيكول ميلس (بالإنجليزية: Alexandria Nichole Mills)‏ ولدت في 26 فبراير 1992 في مدينة لويفيل، كنتاكي في الولايات المتحدة وهي الفائزة بلقب ملكة جمال العالم لسنة 2010 في المسابقة التي أقيمت في مدينة سانيا في الصين ويبلغ طولها 175 سم، وهي ثالث أمريكية فازت بملكة جمال العالم، وتعتبر من أصغر النساء التن فازن بلقب ملكة جمال العالم.

## روابط خارجية
- ألكسندريا ميلس على موقع دليل عارضات الأزياء (الإنجليزية)